# Stupnički lug
Stupnički lug este o arie protejată (sit de importanță comunitară — SCI) din Croația întinsă pe o suprafață de 760,87 ha, integral pe uscat.

## Localizare
Centrul sitului Stupnički lug este situat la coordonatele 45°44′14″N 15°49′34″E / 45.737162°N 15.826145°E.

## Înființare
Situl Stupnički lug a fost declarat sit de importanță comunitară în iulie 2013 pentru a proteja 1 specie de animale.

## Biodiversitate
Situată în ecoregiunea continentală, aria protejată conține 1 habitat natural: Păduri de stejar sau de stejar și carpen sub-atlantice și medio-europene de Carpinion betuli.
La baza desemnării sitului se află o specie protejată de  nevertebrate: croitorul mare al stejarului (Cerambyx cerdo).